# 광주과학기술진흥원
광주과학기술진흥원 (Gang-ju Science & Technology Promotion Agency ; GSTEC)는 대한민국 미래창조과학부와 광주광역시청이 출연한 지방과학연구단지의 운영을 위해 설립된 재단법인이다. 이사장은 광주광역시청 경제부시장(1급 상당)이 겸임하고 있다. 광주광역시 북구 첨단과기로 339 (대촌동)에 위치하고 있다.

## 연혁
- 2004년 8월 지방과학연구단지 육성사업 선정 (과학기술부)
- 2006년 7월 광주과학기술교류협력센터 건립공사 착공
- 2008년 4월 광주과학기술교류협력센터 건립공사 준공
- 2008년 10월 재단법인 설립 창립발기인 총회
- 2008년 11월 재단법인 설립 허가 (교육과학기술부)
- 2009년 3월 광주과학기술교류협력센터 운영 개시
- 2009년 7월 광주과학기술교류협력센터 운영 개관 및 기념식[3]
- 2010년 5월 지역혁신인력양성사업 이관 (광주테크노파크 → 광주과학기술교류협력센터)
- 2016년 11월 광주과학기술진흥원으로 명칭 변경(11/15)

## 주요 업무
- 지방과학기술진흥사업
- 지방과학연구단지 육성 활성화 사업
- 과학기술인 양성 및 연구환경 조성
- 과학기술인 국내·외 교류 및 협력사업
- 과학기술 연구정보 교류사업

## 조직
이사회
- 이사장
- 감사

원장
- 과학기술자문위원회
- 본부장
  - 경영기획실
    - 지원팀
    - 운영팀

## 같이 보기
- 광주테크노파크
- 전국과학연구단지협의회